# Arremonops tocuyensis
Arremonops tocuyensis е вид птица от семейство Овесаркови (Emberizidae).

## Разпространение
Видът е разпространен във Венецуела и Колумбия.